# Ленинск (Волгоградска област)
Ленинск (на руски: Ленинск) е град в Русия, административен център на Ленински район, Волгоградска област. Населението му към 1 януари 2018 година е 15 064 души.